# Naphtylaminopropane
 (février 2022).
La mise en forme du texte ne suit pas les recommandations de Wikipédia : il faut le « wikifier ».
Les points d'amélioration suivants sont les cas les plus fréquents. Le détail des points à revoir est peut-être précisé sur la page de discussion.
- Les titres sont pré-formatés par le logiciel. Ils ne sont ni en capitales, ni en gras.
- Le texte ne doit pas être écrit en capitales (les noms de famille non plus), ni en gras, ni en italique, ni en « petit »…
- Le gras n'est utilisé que pour surligner le titre de l'article dans l'introduction, une seule fois.
- L'italique est rarement utilisé : mots en langue étrangère, titres d'œuvres, noms de bateaux, etc.
- Les citations ne sont pas en italique mais en corps de texte normal. Elles sont entourées par des guillemets français : « et ».
- Les listes à puces sont à éviter, des paragraphes rédigés étant largement préférés. Les tableaux sont à réserver à la présentation de données structurées (résultats, etc.).
- Les appels de note de bas de page (petits chiffres en exposant, introduits par l'outil «  Source ») sont à placer entre la fin de phrase et le point final[comme ça].
- Les liens internes (vers d'autres articles de Wikipédia) sont à choisir avec parcimonie. Créez des liens vers des articles approfondissant le sujet. Les termes génériques sans rapport avec le sujet sont à éviter, ainsi que les répétitions de liens vers un même terme.
- Les liens externes sont à placer uniquement dans une section « Liens externes », à la fin de l'article. Ces liens sont à choisir avec parcimonie suivant les règles définies. Si un lien sert de source à l'article, son insertion dans le texte est à faire par les notes de bas de page.
- La présentation des références doit suivre les conventions bibliographiques. Il est recommandé d'utiliser les modèles {{Ouvrage}}, {{Chapitre}}, {{Article}}, {{Lien web}} et/ou {{Bibliographie}}. Le mode d'édition visuel peut mettre en forme automatiquement les références.
- Insérer une infobox (cadre d'informations à droite) n'est pas obligatoire pour parachever la mise en page.

Pour une aide détaillée, merci de consulter Aide:Wikification.
Si vous pensez que ces points ont été résolus, vous pouvez retirer ce bandeau et améliorer la mise en forme d'un autre article.
 (février 2022).
Le naphtylaminopropane est un médicament expérimental à l'étude depuis 2007 pour le traitement de l'addiction à l'alcool et aux stimulants.
La naphtylisopropylamine agit comme un agent de libération non neurotoxique de sérotonine, noradrénaline et de dopamine, avec des valeurs EC 50 respectives de 3,4 nM, 11,1 nM et 12,6 nM. Il interagit également avec les récepteurs 5-HT2A, 5-HT2B et 5-HT2C (de valeurs EC 50 = 466 nM, 40 nM et 2,3 nM, respectivement) et agit comme un agoniste complet à 5-HT2B et comme agoniste partiel à 5-HT2C, alors que son affinité pour 5-HT2A est probablement trop faible pour être significative.
Dans des études sur les animaux, il a été démontré que l'utilisation de la naphtylisopropylamine réduisait l'auto-administration de cocaïne, mais produisait des effets stimulants relativement faibles lorsqu'elle était administrée seule, étant un stimulant (beaucoup) plus faible que la d-amphétamine,,. D'autres recherches sont actuellement[Quand ?] menées sur des primates pour voir si cette molécule pourra constituer un substitut utile au traitement de la toxicomanie chez l'homme également.
Une observation importante est que dans les études comportementales, les rongeurs s'auto-administreraient systématiquement des agents sélectifs libérant de la noradrénaline et de la dopamine tels que la d-amphétamine, mais les composés qui libèrent également de la sérotonine comme la naphtylisopropylamine ne seraient pas auto-administrés. En plus des effets (importants) des médicaments sur l'auto-administration de drogues, toutes les preuves disponibles suggèrent que l'activation locomotrice causée par la majorité des libérateurs de dopamine est également atténuée lorsque les médicaments provoquent une libération sérotoninergique. En fait, le PAL-287 ne provoque aucune activation locomotrice (bien qu'il soit vrai que les tests n'ont été effectués qu'après une dose aiguë).
L'affinité élevée du PAL-287 avec les récepteurs 5-HT2C signifiait qu'il fonctionnait comme un anorectant fiable et était envisagé pour cette indication (c'est-à-dire la perte de poids). Cependant, certaines inquiétudes ont finalement été soulevées concernant l'affinité des composés pour les récepteurs 5-HT2B, car certains des effets secondaires les plus graves de la fenfluramine, un médicament amaigrissant libérant de la sérotonine, étaient liés à une activation de ce récepteur. Apparemment, des recherches supplémentaires devront être menées pour évaluer si le PAL-287 provoque l'activation des récepteurs 5-HT2A et 5-HT2B in vivo. Cependant, selon les auteurs, même la MDMA, un médicament relativement sûr, provoque des maladies cardiaques et l'incidence signalée pour la fenfluramine n'était pas si élevée, même si les preuves présentées étaient incontestables. Ainsi, il est relativement plus probable que l'un des effets secondaires les plus graves de l'utilisation de PAL-287 ne se produise qu'en cas de surdosage, et non lors de l'utilisation d'une quantité cliniquement prescrite du médicament.